# 大人のバナナ
『大人のバナナ』（おとなのバナナ）は、2012年10月5日から2013年3月29日までテレビ朝日系列で放送されていたバラエティ番組である。

## 概要
40歳になってしまった日村さん。見た目はおっさんなのに、中身は子供のまま・・・この番組は日村さんに、ちゃんとした大人になるための情報を学んでもらう番組です。

## 内容
『バナナ藩』時代とほぼ同じで衣装・セット以外の変更点は、プレゼン対決がなくなり毎週ゲスト1組がプレゼンするようになったことと、女性ゲストが登場するようになったくらいである。

## 出演者
- バナナマン

## ネット局と放送時間
| 放送対象地域   | 放送局              | 系列           | 放送日時                    | 放送開始日     | 遅れ日数 |
| -------------- | ------------------- | -------------- | --------------------------- | -------------- | -------- |
| 関東広域圏     | テレビ朝日（EX）    | テレビ朝日系列 | 金曜1:51 - 2:21（木曜深夜） | 2012年10月5日  | 制作局   |
| 香川県・岡山県 | 瀬戸内海放送（KSB） | テレビ朝日系列 | 金曜0:20 - 0:50（木曜深夜） | 2012年10月12日 | 7日遅れ  |
| 福島県         | 福島放送（KFB）     | テレビ朝日系列 | 木曜0:20 - 0:50（水曜深夜） | 2012年10月18日 | 13日遅れ |
| 福岡県         | 九州朝日放送（KBC） | テレビ朝日系列 | 木曜1:20 - 1:50（水曜深夜） | 2012年10月18日 | 13日遅れ |
| 長崎県         | 長崎文化放送（NCC） | テレビ朝日系列 | 金曜1:25 - 1:55（木曜深夜） | 2012年10月19日 | 14日遅れ |
| 大分県         | 大分朝日放送（OAB） | テレビ朝日系列 | 水曜1:20 - 1:50（火曜深夜） | 2012年10月24日 | 19日遅れ |
| 山口県         | 山口朝日放送（yab） | テレビ朝日系列 | 金曜1:15 - 1:45（木曜深夜） | 2012年10月26日 | 21日遅れ |
| 全国放送       | テレ朝チャンネル    | スカパー!      | 土曜22:30 - 23:00           | 2012年11月3日  | 30日遅れ |

### 過去のネット局
- 静岡県・・静岡朝日テレビ（2012年10月19日 - 12月21日）

## スタッフ
- ナレーター：逸見友惠
- 構成：北本かつら、安達××
- TD：門倉秀樹（スウィッシュ・ジャパン）
- VE：横川友之（スウィッシュ・ジャパン）
- カメラ：小林孝至（スウィッシュ・ジャパン）
- 音声：田原裕太（スウィッシュ・ジャパン）
- 照明：江頭儀浩（共立ライティング）
- 美術：井磧伸介（テレビ朝日クリエイト）
- デザイン：小林千映（テレビ朝日クリエイト）
- 美術進行：清水基恵（テレビ朝日クリエイト）
- 大道具：梅澤宏→小宮山博章（俳優座劇場）
- 装置：渡部修嗣（俳優座劇場）
- 電飾：西尾亘平（テルミック）
- 小道具：石井琢也（テレフィット）
- 装飾：前西原亜戸（アトサエクロサス）
- メイク：荻山夏海（川口カツラ店）
- CG：福田隆之
- モニター：石井智之（テレビ朝日サービス）
- 編成：高橋正輝→寿崎和臣
- 広報：高橋夏子
- 音効：太田光則
- TK：草野麻里
- 編集：村上朗仁（IMAGICA）
- MA：三井慎介（IMAGICA）
- 協力：ビデオパックニッポン、東京オフラインセンター
- デスク：原利加子
- AD：平賀知博
- ディレクター：大野剛史、高橋謙、鈴木章浩、森田惇
- チーフディレクター：松木大輔
- プロデューサー：松野良紀、藤原克哉
- ゼネラルプロデューサー：藤井智久
- 製作著作：テレビ朝日